# Ceylalictus hainanicus
Ceylalictus hainanicus là một loài Hymenoptera trong họ Halictidae. Loài này được Pesenko & Wu mô tả khoa học năm 1991.